# 嘉陵道
嘉陵道，中国古行政区划名。
- 西汉嘉陵道，相当于县。氐族聚居区。属武都郡（治今甘肃省西和县南）治今甘肃省徽县及陕西省略阳县北境嘉陵江畔。为十三氐道之一。治所在今甘肃省西和县西，临近西汉水，一说在今陕西省略阳东北。东汉废。
- 中华民国初期设置的道。1914年6月由川北道改置嘉陵道，属四川省。治阆中县（今四川省阆中市）。下辖阆中县、南充县、西充县、营山县、仪陇县、邻水县、岳池县、苍溪县、南部县、广元县、昭化县、通江县、南江县、巴中县、剑阁县、蓬安县、广安县、三台县、射洪县、盐亭县、中江县等县。辖区约当今四川省广元县、剑阁县、盐亭县、三台县、中江县、乐至县、安岳县以东，通江县、平昌县、营山县、蓬安县、岳池县、潼南县以西及广安县、华蓥市、邻水县等市县地。1928年废。